# Alejo Ledesma
Alejo Ledesma es una localidad situada en el departamento Marcos Juárez, provincia de Córdoba, Argentina. Se sitúa a 333 km de la Ciudad de Córdoba en el sudeste de la provincia, sobre la RN 8.
La principal actividad económica de la localidad, al igual que casi toda la zona, es la agricultura y la ganadería. Existen en la localidad varios establecimientos agrícolas con plantas de silos y producción de alimentos balanceados. Los principales cultivos son la soja, el trigo y el maíz.

## Población
Cuenta con 3571 habitantes (Indec, 2022), lo que representa un ascenso del 8,24% frente a los 3299 habitantes (Indec, 2010) del censo anterior. Existen en la localidad 1427 viviendas.
| Gráfica de evolución demográfica de Alejo Ledesma entre 1991 y 2022 |
|                                                                     |
| Fuente: Censos nacionales del INDEC                                 |

## Fiestas locales

### Fiesta del Agricultor
Comenzó cuando en Alejo Ledesma socios y simpatizantes de la Federación Agraria Argentina festejaron, por primera vez, el Día del Agricultor el domingo 8 de septiembre de 1931, en la Chacra de Don Mateo Lusich (campo La Florita). Allí había corderos, lechones, pan casero y vino de uva, aportes de los asistentes a la fiesta, así se acostumbraba en las reuniones de esa época, todo era solidaridad, amistad y cordialidad. Después de cena se entonaban canciones en coro, finalizando con tarantelas, polcas y mazurcas, al son del acordeón. El 29 de noviembre de 1931 queda legalmente constituido el Club Juventud Agraria. La fiesta había dejado tan gratos recuerdos que se volvió a festejar en septiembre de 1932 y 1933 en la estancia La Florita, con un almuerzo en 1937 y ya en 1938 con ventas de tarjetas. Algún tiempo después Don Antonio Majich con un grupo de vecinos y amigos festejó el Día del Agricultor en su propia chacra con derroche de alegría y felicidad. Posteriormente y hasta el año 1976, esta fiesta se festejó con apoyo de la F.A.A y la Sociedad Cooperativa, en el año 1977 se designa la primera Comisión de Festejos. La misma fue presidida por Don Héctor Bongiovanni hasta 1978 y en el año 1979 por Don Cirilo Barofio. En este período en Centro Juvenil Agrario lo presidía el Sr. Antonio Majich (hijo) y año tras año, activos colaboradores integraban Comisiones de apoyo hasta el año 1986, cuando la laboriosa militante Sra. Ilda Majich de Di Giuseppe, por iniciativa propia, solicita por nota al Senador Dr. José María Zamanillo la oficialización de la Fiesta, quien respondiendo al pedido formulado presenta el Proyecto. Dicho Proyecto es sancionado por la Cámara de Senadores y Diputados de la provincia y promulgado por el Poder Ejecutivo el 3 de septiembre de 1986, declarándose Fiesta Provincial del Agricultor la primera semana de septiembre de cada año, bajo Ley N.º 7422, Decreto provincial N.º 5096

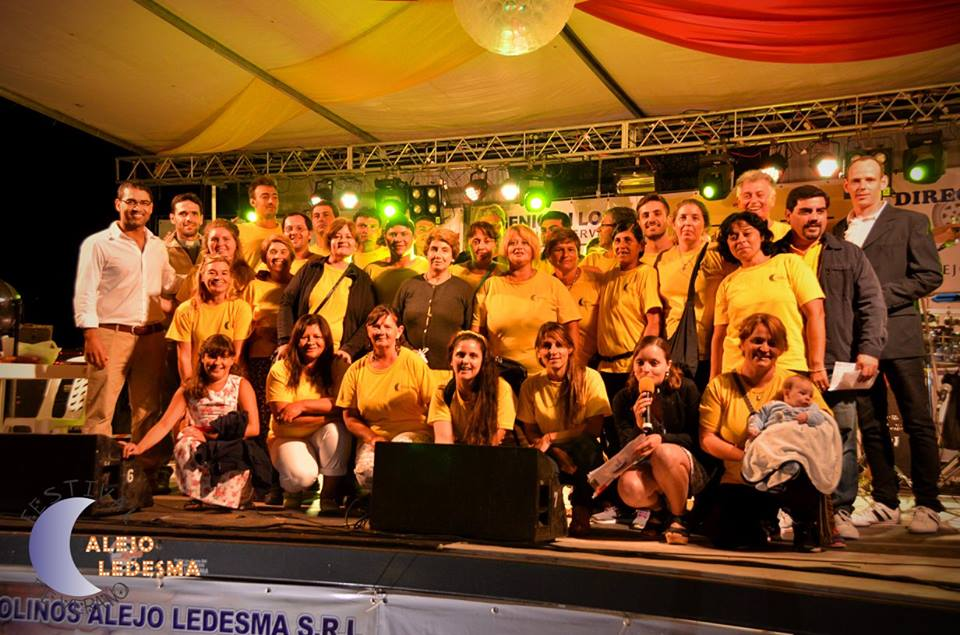

### Festival de verano Alejo Ledesma
Durante cinco domingos consecutivos se realiza en esta localidad el Festival de Verano, encuentro organizado desde hace años por un grupo de jóvenes locales junto al área de Cultura municipal.
El objetivo es ofrecer un espacio de esparcimiento a los vecinos durante diciembre, enero, con espectáculos al aire libre y sin costo alguno para el público.
Fue en diciembre del 2008 cuando la Municipalidad de Alejo Ledesma firmó un convenio cultural con la Municipalidad de Río Cuarto, para realizar intercambios de espectáculos y artistas, naciendo así este festival, que continuó en años posteriores.
Hoy el encuentro cuenta con buffet; juegos para grandes y chicos, artesanos, y más de 20 espectáculos en vivo. realizando en la plaza San Martín De dicha localidad , un Festival que hoy en día es local y zonal participando más de 5000 personas cada domingo. La organización está a cargo de unos 40 Jóvenes Ledesmenses que desinteresadamente organizan la grilla de espectáculos para disfrute de toda la comunidad y la región, contando con el apoyo de la Municipalidad.
El Festival de Verano Te Espera Cada Año Para que vivas domingos distintos de verano.
Organizan: Grupo De Jóvenes Ledesmenses ...
Auspicia: Municipalidad de Alejo Ledesma...

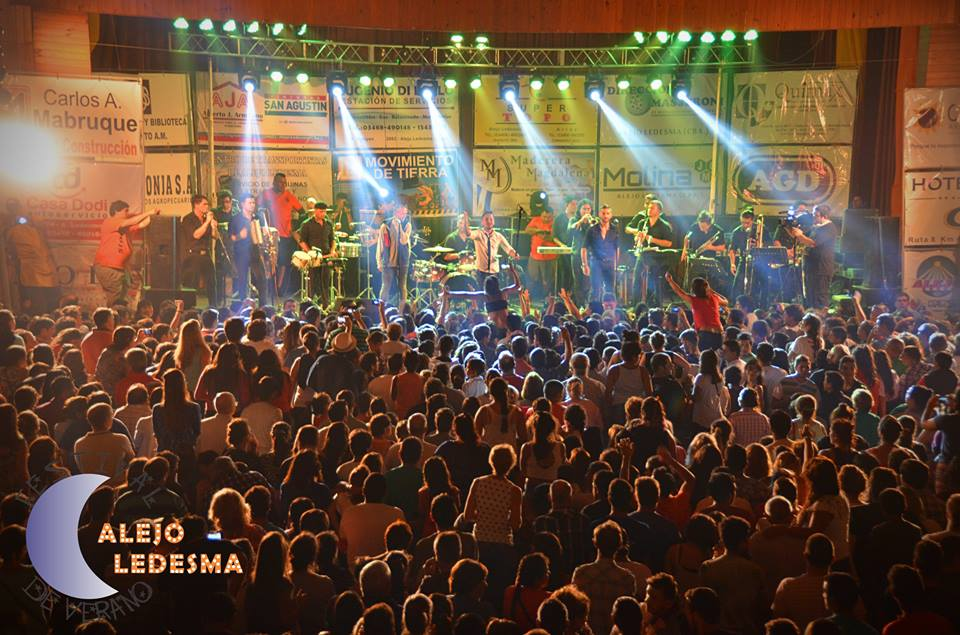

### 1 de mayo: Bautismo de Fuego de Veteranos de Malvinas
La Municipalidad de Alejo Ledesma viene realizando desde hace años, un acto que conmemora el bautismo de fuego en Malvinas.
Veteranos de todo el país se reúnen en la localidad y son agasajados por la gestión municipal. Además ellos dan comienzo a los desfiles patrios.

## Parroquias de la Iglesia católica en Alejo Ledesma
| Diócesis  | Villa de la Concepción del Río Cuarto |
| --------- | ------------------------------------- |
| Parroquia | San José                              |